# Peso da Régua e Godim
Peso da Régua e Godim (llamada oficialmente União das Freguesias de Peso da Régua e Godim) es una freguesia portuguesa del municipio de Peso da Régua, distrito de Vila Real.

## Historia
Fue creada el 28 de enero de 2013 en aplicación de una resolución de la Asamblea de la República de Portugal promulgada el 16 de enero de 2013 con la unión de las freguesias de Godim y Peso da Régua.

## Demografía
| Gráfica de evolución demográfica de Peso da Régua e Godim entre 2011 y 2021 |
|                                                                             |
| Datos según el nomenclátor publicado por el INE portugués.                  |